# Taohua shan
Taohua shan (桃花扇S, Táohuā shànP, lett. "Il ventaglio dai fiori di pesco") è un film del 1963 diretto da Sun Jing.
È l'adattamento cinematografico del dramma dell'era Qing Il ventaglio dai fiori di pesco di Kǒng Shàngrèn e del suo rifacimento jīngjù realizzato dal drammaturgo Ouyang Yuqian.
Il film fu condannato dal governo cinese di Mao Zedong nel periodo della cosiddetta "rivoluzione culturale" in quanto considerato celebrativo dei valori della vecchia Cina; per questo, il regista Sun Jing e gli attori Wang Danfeng e Feng Zhe furono allontanati a lungo dall'industria cinematografica. Il film è stato rivalutato solo dopo la morte di Mao.